# Aleksandar Bečanović
Aleksandar Bečanović (Bar, 1971.), crnogorski je pjesnik, prozaik, prevoditelj, književni i filmski kritičar. Radio je kao urednik kulture u crnogorskom tjedniku Monitor, sada je u uredništvu časopisa za kulturu Plima i Ars. Dobitnik je književne nagrade Risto Ratković za najbolju knjigu poezije u Crnoj Gori 2002. godine. Prevodi s engleskog, većinom filmsku teoriju.

## Djela
- Ulisova daljina, pjesme, 1994.
- Jeste, pjesme, 1996.
- Ostava, pjesme, 1998.
- Mjesta u pismu, pjesme, 2001.
- Očekujem što će iz svega proizaći, priče, 2005.
- Žanr u savremenom filmu, kritike, 2005.
- Leksikon filmskih režisera, 2015.